# NGC 7831
NGC 7831 é uma galáxia espiral (Sb) localizada na direção da constelação de Andromeda. Possui uma declinação de +32° 36' 33" e uma ascensão recta de 0 horas, 07 minutos e 19,3 segundos.
A galáxia NGC 7831 foi descoberta em 20 de Setembro de 1885 por Lewis A. Swift.